# Sulfato de uranilo
Sulfato de uranilo, ou sulfato de uranila, às vezes citado como sulfato de urânio, é o composto químico inorgânico de fórmula UO2SO4, normalmente comercializado na forma trihidratada UO2SO4.3H2O.
Apresenta-se como um sólido amarelo limão semelhante a areia em sua forma cristalina pura.
Possui massa molar de 366.09 g/mol na forma anidra e 420,2 g/mol na forma trihidratada, decompõe-se quando aquecido a 100°C, densidade de 3,28 a 20 °C. Apresenta solubilidade de 27,5 g/100 mL em água a 25 °C.